# Тетекс
«Тетекс» (макед. ФК Тетекс) — македонский футбольный клуб из города Тетово. Клуб выступает в Первой лиге Македонии.

## История
Клуб основан в 1953 году под именем ФК «Текстилец» при текстильном комбинате «Тетекс». В сезоне 2008/09 команда заняла первое место во Второй лиге и впервые в своей истории вышла в Первую лигу. Цвета клуба — голубой и белый. Домашний стадион клуба — Городской, вмещающий 15 000 зрителей. Непримиримым соперником «Тетекса» является другой клуб из Тетово — «Шкендия 79», за который болеют в основном албанцы.

## Достижения
- Чемпион СРМ (4): 1965, 1969, 1974, 1985
- Победитель Второй лиги Македонии (1): 2008/09
- Обладатель Кубка Македонии (2): 2009/10, 2012/13
- Финалист Кубка Македонии (2): 2010/11, 2014/15
- Финалист Суперкубка Македонии (1): 2013